# Campionato europeo maschile di pallacanestro 1983
Il 23º Campionato Europeo Maschile di Pallacanestro FIBA (noto anche come FIBA EuroBasket 1983) si è tenuto dal 26 maggio al 4 giugno 1983 in Francia.
Le partite del gruppo A si sono giocate a Limoges, quelle del gruppo B a Caen e la fase finale a Nantes.
I Campionati europei maschili di pallacanestro sono una manifestazione biennale tra le squadre nazionali organizzata dalla FIBA Europe.

## Partecipanti

La nazionale italiana, vincitrice dell'edizione

Partecipano dodici nazionali divise in due gruppi da sei.
| Gruppo A   | Gruppo B         |
| ---------- | ---------------- |
| Francia    | Cecoslovacchia   |
| Grecia     | Germania Ovest   |
| Italia     | Israele          |
| Jugoslavia | Paesi Bassi      |
| Spagna     | Polonia          |
| Svezia     | Unione Sovietica |

## Sedi delle partite
| Mappa   | Foto | Città   | Impianto                       | Capacità | Fase                         |
| ------- | ---- | ------- | ------------------------------ | -------- | ---------------------------- |
| Limoges |      | Limoges | Palais des Sports de Beaublanc | 6.500    | Gruppo A                     |
| Caen    |      | Caen    | Palais de Sports               | 2.590    | Gruppo B                     |
| Nantes  |      | Nantes  | Palais des Sports de Beaulieu  | 5.500    | Fase ad eliminazione diretta |

## Prima fase
La vincente di ogni gara si aggiudica due punti, la perdente uno. Le prime due di ogni gruppo accedono alle semifinali per le medaglie, la terza e la quarta per le semifinali dal quinto all'ottavo posto e le ultime due per le semifinali dal nono al dodicesimo posto.

### Gruppo A
| Pos | Squadra    | G | V | P | PF  | PS  | DP  | Pt | Qualificazione                     |
| --- | ---------- | - | - | - | --- | --- | --- | -- | ---------------------------------- |
| 1   | Italia     | 5 | 5 | 0 | 468 | 387 | +81 | 10 | Qualificate alle semifinali        |
| 2   | Spagna     | 5 | 4 | 1 | 421 | 393 | +28 | 9  | Qualificate alle semifinali        |
| 3   | Jugoslavia | 5 | 3 | 2 | 426 | 418 | +8  | 8  | Qualificate alla fase 5º-8º posto  |
| 4   | Francia    | 5 | 2 | 3 | 399 | 408 | −9  | 7  | Qualificate alla fase 5º-8º posto  |
| 5   | Grecia     | 5 | 1 | 4 | 384 | 430 | −46 | 6  | Qualificate alla fase 9º-12º posto |
| 6   | Svezia     | 5 | 0 | 5 | 371 | 433 | −62 | 5  | Qualificate alla fase 9º-12º posto |

| Limoges 26 maggio 1983, ore 14:30 | Svezia | 66 – 69 (26–32) referto | Grecia | Palais des Sports de Beaublanc |
| Magarity 23 Punti 20 Galīs        |        |                         |        |                                |
|                                   |        |                         |        |                                |
| Magarity 23                       | Punti  | 20 Galīs                |        |                                |

| Arbitri: | Georgi Avalishvili Marek Paszucha |

|         |       |                 |
| Riva 18 | Punti | 24 San Epifanio |

| Limoges 26 maggio 1983, ore 20:45 | Francia | 76 – 80 (42–46) referto | Jugoslavia | Palais des Sports de Beaublanc |
| Dacoury 17 Punti 24 Radovanović   |         |                         |            |                                |
|                                   |         |                         |            |                                |
| Dacoury 17                        | Punti   | 24 Radovanović          |            |                                |

| Arbitri: | Hank Nichols David Dagan |

|              |       |         |
| Feldreich 18 | Punti | 22 Riva |

| Limoges 27 maggio 1983, ore 18:00 | Francia | 79 – 77 (39–45) referto | Grecia | Palais des Sports de Beaublanc |
| Szanyiel 29 Punti 38 Galīs        |         |                         |        |                                |
|                                   |         |                         |        |                                |
| Szanyiel 29                       | Punti   | 38 Galīs                |        |                                |

| Arbitri: | Milan Jahoda Klaus Metzger |

|                |       |                 |
| Radovanović 23 | Punti | 21 San Epifanio |

| Arbitri: | Milan Jahoda Géza Horváth |

|          |       |             |
| Galīs 32 | Punti | 29 Meneghin |

| Limoges 28 maggio 1983, ore 18:00 | Jugoslavia | 103 – 84 (53–40) referto | Svezia | Palais des Sports de Beaublanc |
| Dalipagić 21 Punti 23 Feldreich   |            |                          |        |                                |
|                                   |            |                          |        |                                |
| Dalipagić 21                      | Punti      | 23 Feldreich             |        |                                |

| Arbitri: | Hank Nichols Georgi Avalishvili |

|             |       |            |
| Szanyiel 16 | Punti | 24 Sibilio |

| Limoges 29 maggio 1983, ore 14:30       | Jugoslavia | 77 – 76 (46–37) referto | Grecia | Palais des Sports de Beaublanc |
| Dalipagić , Kićanović 19 Punti 25 Galīs |            |                         |        |                                |
|                                         |            |                         |        |                                |
| Dalipagić, Kićanović 19                 | Punti      | 25 Galīs                |        |                                |

| Arbitri: | Hank Nichols Milan Jahoda |

|                       |       |         |
| Cachemire, Vestris 15 | Punti | 28 Riva |

| Arbitri: | Géza Horváth Klaus Metzger |

|            |       |             |
| Sibilio 21 | Punti | 18 Karlsson |

| Limoges 30 maggio 1983, ore 14:30 | Francia | 91 – 71 (41–28) referto | Svezia | Palais des Sports de Beaublanc |
| Szanyiel 30 Punti 18 Rahm         |         |                         |        |                                |
|                                   |         |                         |        |                                |
| Szanyiel 30                       | Punti   | 18 Rahm                 |        |                                |

| Arbitri: | Hank Nichols Milan Jahoda |

|            |       |              |
| Gilardi 26 | Punti | 21 Dalipagić |

| Arbitri: | Géza Horváth Klaus Metzger |

|                 |       |          |
| San Epifanio 20 | Punti | 34 Galīs |

### Gruppo B
| Pos | Squadra          | G | V | P | PF  | PS  | DP   | Pt | Qualificazione                     |
| --- | ---------------- | - | - | - | --- | --- | ---- | -- | ---------------------------------- |
| 1   | Unione Sovietica | 5 | 5 | 0 | 482 | 375 | +107 | 10 | Qualificate alle semifinali        |
| 2   | Paesi Bassi      | 5 | 3 | 2 | 356 | 403 | −47  | 8  | Qualificate alle semifinali        |
| 3   | Germania Ovest   | 5 | 3 | 2 | 384 | 395 | −11  | 8  | Qualificate alla fase 5º-8º posto  |
| 4   | Israele          | 5 | 2 | 3 | 386 | 398 | −12  | 7  | Qualificate alla fase 5º-8º posto  |
| 5   | Polonia          | 5 | 1 | 4 | 357 | 382 | −25  | 6  | Qualificate alla fase 9º-12º posto |
| 6   | Cecoslovacchia   | 5 | 1 | 4 | 405 | 417 | −12  | 6  | Qualificate alla fase 9º-12º posto |

| Arbitri: | Giancarlo Vitolo Zdravko Kurilić |

|              |       |           |
| Berkovich 24 | Punti | 16 Cramer |

| Caen 26 maggio 1983, ore 18:00 | Cecoslovacchia | 74 – 86 (36-44) referto | Germania Ovest | Palais de Sports |
| Hraška 15 Punti 29 Pappert     |                |                         |                |                  |
|                                |                |                         |                |                  |
| Hraška 15                      | Punti          | 29 Pappert              |                |                  |

| Caen 26 maggio 1983, ore 20:30          | Unione Sovietica | 88 – 76 (46-40) referto | Polonia | Palais de Sports |
| Chomičius , Sabonis 17 Punti 15 Bogucki |                  |                         |         |                  |
|                                         |                  |                         |         |                  |
| Chomičius, Sabonis 17                   | Punti            | 15 Bogucki              |         |                  |

| Caen 27 maggio 1983, ore 14:30 | Germania Ovest | 67 – 79 (34-36) referto | Paesi Bassi | Palais de Sports |
| Blab 22 Punti 24 Plaat         |                |                         |             |                  |
|                                |                |                         |             |                  |
| Blab 22                        | Punti          | 24 Plaat                |             |                  |

| Arbitri: | Giancarlo Vitolo Ulf Öhrman |

|                     |       |              |
| Hraška, Kropilák 19 | Punti | 26 Młynarski |

| Caen 27 maggio 1983, ore 20:30 | Unione Sovietica | 92 – 87 (43-46) referto | Israele | Palais de Sports |
| Myškin 18 Punti 32 Berkovich   |                  |                         |         |                  |
|                                |                  |                         |         |                  |
| Myškin 18                      | Punti            | 32 Berkovich            |         |                  |

| Caen 28 maggio 1983, ore 14:30           | Polonia | 62 – 64 (32-38) referto | Israele | Palais de Sports |
| Binkowski 20 Punti 16 Jamchi , Berkovich |         |                         |         |                  |
|                                          |         |                         |         |                  |
| Binkowski 20                             | Punti   | 16 Jamchi, Berkovich    |         |                  |

| Caen 28 maggio 1983, ore 16:30      | Unione Sovietica | 90 – 69 (43-33) referto | Germania Ovest | Palais de Sports |
| Myškin , Sabonis 17 Punti 22 Behnke |                  |                         |                |                  |
|                                     |                  |                         |                |                  |
| Myškin, Sabonis 17                  | Punti            | 22 Behnke               |                |                  |

| Caen 28 maggio 1983, ore 20:30 | Cecoslovacchia | 90 – 63 (54-27) referto | Paesi Bassi | Palais de Sports |
| Kropilák 32 Punti 14 Wiel      |                |                         |             |                  |
|                                |                |                         |             |                  |
| Kropilák 32                    | Punti          | 14 Wiel                 |             |                  |

| Caen 29 maggio 1983, ore 14:30 | Germania Ovest | 85 – 82 (46-44) referto | Polonia | Palais de Sports |
| Zander 24 Punti 30 Młynarski   |                |                         |         |                  |
|                                |                |                         |         |                  |
| Zander 24                      | Punti          | 30 Młynarski            |         |                  |

| Arbitri: | Kostas Rigas Giancarlo Vitolo |

|              |       |          |
| Tarakanov 24 | Punti | 12 Plaat |

| Caen 29 maggio 1983, ore 20:30 | Cecoslovacchia | 89 – 93 (d.t.s.) (41-45; 81-81) referto | Israele | Palais de Sports |
| Rajniak 25 Punti 27 Jamchi     |                |                                         |         |                  |
|                                |                |                                         |         |                  |
| Rajniak 25                     | Punti          | 27 Jamchi                               |         |                  |

| Caen 30 maggio 1983, ore 14:30  | Paesi Bassi | 73 – 62 (37-32) referto | Polonia | Palais de Sports |
| van den Bergh 15 Punti 12 Mulak |             |                         |         |                  |
|                                 |             |                         |         |                  |
| van den Bergh 15                | Punti       | 12 Mulak                |         |                  |

| Caen 30 maggio 1983, ore 18:00 | Cecoslovacchia | 80 – 100 (39-53) referto | Unione Sovietica | Palais de Sports |
| Kropilák 25 Punti 19 Valters   |                |                          |                  |                  |
|                                |                |                          |                  |                  |
| Kropilák 25                    | Punti          | 19 Valters               |                  |                  |

| Caen 30 maggio 1983, ore 20:30 | Germania Ovest | 77 – 70 (42-42) referto | Israele | Palais de Sports |
| Schrempf 16 Punti 20 Jamchi    |                |                         |         |                  |
|                                |                |                         |         |                  |
| Schrempf 16                    | Punti          | 20 Jamchi               |         |                  |

## Fase finale

### Torneo 9º-12º posto
|  | Semifinali     | Semifinali     | Semifinali     |                |         | Finale 9º-10º posto  | Finale 9º-10º posto  | Finale 9º-10º posto  |  |
|  |                |                |                |                |         |                      |                      |                      |  |
|  | Grecia         | Grecia         | 85             |                |         |                      |                      |                      |  |
|  | Grecia         | Grecia         | 85             |                |         |                      |                      |                      |  |
|  | Cecoslovacchia | Cecoslovacchia | 88             |                |         |                      |                      |                      |  |
|  | Cecoslovacchia | Cecoslovacchia | 88             |                | Polonia | Polonia              | 77                   |                      |  |
|  |                |                |                |                | Polonia | Polonia              | 77                   |                      |  |
|  |                |                | Cecoslovacchia | Cecoslovacchia | 73      |                      |                      |                      |  |
|  | Polonia        | Polonia        | Cecoslovacchia | Cecoslovacchia | 73      | 82                   |                      |                      |  |
|  | Polonia        | Polonia        |                |                |         | 82                   |                      |                      |  |
|  | Svezia         | Svezia         | 70             |                |         | Finale 11º-12º posto | Finale 11º-12º posto | Finale 11º-12º posto |  |
|  | Svezia         | Svezia         | 70             |                |         |                      |                      |                      |  |
|  |                |                |                |                |         |                      |                      |                      |  |
|  |                |                |                |                |         | Grecia               | Grecia               | 102                  |  |
|  |                |                |                |                |         | Grecia               | Grecia               | 102                  |  |
|  |                |                |                |                |         | Svezia               | Svezia               | 97                   |  |

| Nantes 1 giugno 1983, ore 14:30 | Grecia | 86 – 88 (42-42) referto | Cecoslovacchia | Palais des Sports de Beaulieu |
| Galīs 38 Punti 35 Kropilák      |        |                         |                |                               |
|                                 |        |                         |                |                               |
| Galīs 38                        | Punti  | 35 Kropilák             |                |                               |

| Arbitri: | Giancarlo Vitolo Zdravko Kurilić |

|              |       |             |
| Młynarski 14 | Punti | 20 Magarity |

| Nantes 3 giugno 1983, ore 15:30 | Grecia | 102 – 97 (d.t.s.) (52-46; 91-91) referto | Svezia | Palais des Sports de Beaulieu |
| Galīs 44 Punti 24 Magarity      |        |                                          |        |                               |
|                                 |        |                                          |        |                               |
| Galīs 44                        | Punti  | 24 Magarity                              |        |                               |

| Nantes 4 giugno 1983, ore 18:00 | Polonia | 77 – 73 (38-40) referto | Cecoslovacchia | Palais des Sports de Beaulieu |
| Zelig 18 Punti 20 Kropilák      |         |                         |                |                               |
|                                 |         |                         |                |                               |
| Zelig 18                        | Punti   | 20 Kropilák             |                |                               |

### Torneo 5º-8º posto
|  | Semifinali     | Semifinali     | Semifinali |         |         | Finale 5º-6º posto | Finale 5º-6º posto | Finale 5º-6º posto |  |
|  |                |                |            |         |         |                    |                    |                    |  |
|  | Israele        | Israele        | 99         |         |         |                    |                    |                    |  |
|  | Israele        | Israele        | 99         |         |         |                    |                    |                    |  |
|  | Jugoslavia     | Jugoslavia     | 88         |         |         |                    |                    |                    |  |
|  | Jugoslavia     | Jugoslavia     | 88         |         | Francia | Francia            | 92                 |                    |  |
|  |                |                |            |         | Francia | Francia            | 92                 |                    |  |
|  |                |                | Israele    | Israele | 88      |                    |                    |                    |  |
|  | Francia        | Francia        | Israele    | Israele | 88      | 90                 |                    |                    |  |
|  | Francia        | Francia        |            |         |         | 90                 |                    |                    |  |
|  | Germania Ovest | Germania Ovest | 82         |         |         | Finale 7º-8º posto | Finale 7º-8º posto | Finale 7º-8º posto |  |
|  | Germania Ovest | Germania Ovest | 82         |         |         |                    |                    |                    |  |
|  |                |                |            |         |         |                    |                    |                    |  |
|  |                |                |            |         |         | Jugoslavia         | Jugoslavia         | 104                |  |
|  |                |                |            |         |         | Jugoslavia         | Jugoslavia         | 104                |  |
|  |                |                |            |         |         | Germania Ovest     | Germania Ovest     | 88                 |  |

| Arbitro: | Pedro Hernández Cabrera |

|           |       |                |
| Silver 27 | Punti | 26 Radovanović |

| Nantes 2 giugno 1983, ore 18:00 | Francia | 90 – 82 (46–43) referto | Germania Ovest | Palais des Sports de Beaulieu |
| Dacoury 24 Punti 21 Schrempf    |         |                         |                |                               |
|                                 |         |                         |                |                               |
| Dacoury 24                      | Punti   | 21 Schrempf             |                |                               |

| Nantes 3 giugno 1983, ore 18:00  | Jugoslavia | 104 – 88 (56–52) referto | Germania Ovest | Palais des Sports de Beaulieu |
| Radovanović 26 Punti 20 Schrempf |            |                          |                |                               |
|                                  |            |                          |                |                               |
| Radovanović 26                   | Punti      | 20 Schrempf              |                |                               |

| Arbitri: | Giancarlo Vitolo Pedro Hernández Cabrera |

|             |       |           |
| Szanyiel 23 | Punti | 22 Jamchi |

### Torneo finale
|  | Semifinali       | Semifinali       | Semifinali |        |        | Finale             | Finale             | Finale             |  |
|  |                  |                  |            |        |        |                    |                    |                    |  |
|  | Italia           | Italia           | 88         |        |        |                    |                    |                    |  |
|  | Italia           | Italia           | 88         |        |        |                    |                    |                    |  |
|  | Paesi Bassi      | Paesi Bassi      | 69         |        |        |                    |                    |                    |  |
|  | Paesi Bassi      | Paesi Bassi      | 69         |        | Spagna | Spagna             | 96                 |                    |  |
|  |                  |                  |            |        | Spagna | Spagna             | 96                 |                    |  |
|  |                  |                  | Italia     | Italia | 105    |                    |                    |                    |  |
|  | Unione Sovietica | Unione Sovietica | Italia     | Italia | 105    | 94                 |                    |                    |  |
|  | Unione Sovietica | Unione Sovietica |            |        |        | 94                 |                    |                    |  |
|  | Spagna           | Spagna           | 95         |        |        | Finale 3º-4º posto | Finale 3º-4º posto | Finale 3º-4º posto |  |
|  | Spagna           | Spagna           | 95         |        |        |                    |                    |                    |  |
|  |                  |                  |            |        |        |                    |                    |                    |  |
|  |                  |                  |            |        |        | Unione Sovietica   | Unione Sovietica   | 105                |  |
|  |                  |                  |            |        |        | Unione Sovietica   | Unione Sovietica   | 105                |  |
|  |                  |                  |            |        |        | Paesi Bassi        | Paesi Bassi        | 70                 |  |

| Arbitri: | Hank Nichols Simon Mottart |

|            |       |            |
| Sabonis 24 | Punti | 26 Sibilio |

| Arbitri: | Don Cline David Dagan |

|             |       |            |
| Villalta 20 | Punti | 14 Kuipers |

| Arbitri: | Kostas Rigas Zdravko Kurilić |

|            |       |                  |
| Sabonis 28 | Punti | 14 Cramer, Plaat |

| Arbitri: | Don Cline Hank Nichols |

|                 |       |             |
| San Epifanio 21 | Punti | 20 Villalta |

| Quintetto titolare  | Quintetto titolare | Quintetto titolare          | Pt | Rim | Ass |
| ------------------- | ------------------ | --------------------------- | -- | --- | --- |
| P                   | 11                 | Juan Antonio Corbalán       | 9  | –   | –   |
| GA                  | 15                 | Juan Antonio San Epifanio   | 21 | –   | –   |
| A                   | 6                  | Chicho Sibilio              | 12 | –   | –   |
| AC                  | 10                 | Fernando Martín             | 17 | –   | –   |
| C                   | 9                  | Fernando Romay              | 6  | –   | –   |
| Panchina:           |                    |                             |    |     |     |
| AG                  | 4                  | Fernando Arcega             | 0  | –   | –   |
| P                   | 5                  | Joan Creus                  | 0  | –   | –   |
| AP                  | 7                  | Josep María Margall         | 4  | –   | –   |
| AG                  | 8                  | Andrés Jiménez              | 15 | –   | –   |
| P                   | 12                 | Ignacio Solozábal           | 2  | –   | –   |
| C                   | 13                 | Juan Domingo de la Cruz     | 0  | –   | –   |
| AG                  | 14                 | Juan Manuel López Iturriaga | 10 | –   | –   |
| Allenatore:         |                    |                             |    |     |     |
| Antonio Díaz-Miguel |                    |                             |    |     |     |

| Spagna |  | Italia |

| Quintetto titolare | Quintetto titolare | Quintetto titolare  | Pt | Rim | Ass |
| ------------------ | ------------------ | ------------------- | -- | --- | --- |
| P                  | 14                 | Pierluigi Marzorati | 6  | –   | –   |
| GA                 | 12                 | Antonello Riva      | 8  | –   | –   |
| A                  | 15                 | Romeo Sacchetti     | 15 | –   | –   |
| C                  | 13                 | Renzo Vecchiato     | 12 | –   | –   |
| C                  | 11                 | Dino Meneghin       | 7  | –   | –   |
| Panchina:          |                    |                     |    |     |     |
| P                  | 4                  | Carlo Caglieris     | 7  | –   | –   |
| A                  | 5                  | Alberto Tonut       | 0  | –   | –   |
| AG                 | 6                  | Marco Bonamico      | 8  | –   | –   |
| G                  | 7                  | Enrico Gilardi      | 16 | –   | –   |
| C                  | 8                  | Ario Costa          | 0  | –   | –   |
| P                  | 9                  | Roberto Brunamonti  | 6  | –   | –   |
| AC                 | 10                 | Renato Villalta     | 20 | –   | –   |
| Allenatore:        |                    |                     |    |     |     |
| Sandro Gamba       |                    |                     |    |     |     |

## Classifica finale
| Campione d'Europa | Campione d'Europa | Campione d'Europa |
| --- | ----------------- | --- |
| Italia4 Caglieris, 5 Tonut, 6 Bonamico, 7 Gilardi, 8 Costa, 9 Brunamonti, 10 Villalta, 11 Meneghin, 12 Riva, 13 Vecchiato, 14 Marzorati, 15 Sacchetti, All. Sandro Gamba |                   | |
| Argento | Spagna            | Spagna4 Arcega, 5 Creus, 6 Sibilio, 7 Margall, 8 Jiménez, 9 Romay, 10 Martín, 11 Corbalán, 12 Solozábal, 13 de la Cruz, 14 López, 15 Epi, All. Antonio Díaz-Miguel                           |
| Bronzo | Unione Sovietica  | Unione Sovietica4 Erëmin, 5 Enden, 6 Tarakanov, 7 Sabonis, 8 Lopatov, 9 Deriugini, 10 Valters, 11 Pankraškin, 12 Myškin, 13 Jovaiša, 14 Belostennyj, 15 Chomičius, All. Aleksandr Gomel'skij |
| 4. | Paesi Bassi       | Paesi Bassi4 Ridderhof, 5 Schilp, 6 Wiel, 7 Plaat, 8 Esveldt, 9 Faber, 10 Kuipers, 11 Cramer, 12 van de Lagemaat, 13 Pieterse, 14 van den Bergh, 15 van Essen, All. Vladimír Heger           |
| 5. | Francia           | Francia4 Larrouquis, 5 Sénégal, 6 Dacoury, 7 Monclar, 8 Szanyiel, 9 Brosterhous, 10 Faye, 11 Dubuisson, 12 Haquet, 13 Cachemire, 14 Beugnot, 15 Vestris, All. Pierre Dao                     |
| 6. | Israele           | Israele4 Lassoff, 5 Elimelech, 6 Silver, 7 Aroesti, 8 Schlachter, 9 Berkovich, 10 Zlotikman, 11 Zisman, 12 Jamchi, 13 Yaakobi, 14 Bogin, 15 Willis, All. Ralph Klein                         |
| 7. | Jugoslavia        | Jugoslavia4 Petrović, 5 Kićanović, 6 Grbović, 7 Žižić, 8 Sunara, 9 Poljak, 10 Slavnić, 11 Ćosić, 12 Radovanović, 13 Vilfan, 14 Dalipagić, 15 Savović, All. Giuseppe Gjergja                  |
| 8. | Germania Ovest    | Germania Ovest4 Körner, 5 Hudson, 6 Brauer, 7 Strauss, 8 Peters, 9 Zander, 10 Pappert, 11 Sowa, 12 Schrempf, 13 Blab, 14 Wadehn, 15 Behnke, All. Chris Lee                                   |
| 9. | Polonia           | Polonia4 Zelig, 5 Reschke, 6 Kiełbik, 7 Kijewski, 8 Jechorek, 9 Binkowski, 10 Mulak, 11 Węglorz, 12 Młynarski, 13 Bogucki, 14 Prostak, 15 Fikiel, All. Jerzy Świątek                         |
| 10. | Cecoslovacchia    | Cecoslovacchia4 Skála, 5 Žuffa, 6 Havlík, 7 Rajniak, 8 Kropilák, 9 Böhm, 10 Okáč, 11 Ptáček, 12 Mašura, 13 Jandák, 14 Petr, 15 Hraška, All. Pavel Petera                                     |
| 11. | Grecia            | Grecia4 Paragyios, 5 Mallach, 6 Giannakīs, 7 Galīs, 8 Katsoulīs, 9 Gkekos, 10 Rōmanidīs, 11 Stauropoulos, 12 Andritsos, 13 Fasoulas, 14 Alexandrīs, 15 Kokolakīs, All. Kōstas Politīs        |
| 12. | Svezia            | Svezia4 Magarity, 5 Malion, 6 Nyström, 7 Sehlberg, 8 Nordgren, 9 Karlsson, 10 Grant, 11 Faleström, 12 Rahm, 13 Feldreich, 14 Eriksson, 15 Skyttevall, All. Sven Jensen                       |

## Premi individuali

### MVP del torneo
- Juan Antonio Corbalán

### Miglior quintetto del torneo
| Ruolo             | Giocatore                 | Nazione          |
| ----------------- | ------------------------- | ---------------- |
| Playmaker         | Juan Antonio Corbalán     | Spagna           |
| Guardia tiratrice | Nikos Galīs               | Grecia           |
| Ala piccola       | Juan Antonio San Epifanio | Spagna           |
| Ala grande        | Stano Kropilák            | Cecoslovacchia   |
| Centro            | Arvydas Sabonis           | Unione Sovietica |